# Bo Falk
Bo Eskildsen Falk (-efter 1366) til Vallø, ridder, søn af Eskild Eskildsen Krage (-efter 1337), og rigsråd under under Valdemar Atterdag som konge. I tiden omkring 1330 var faktisk navnet Bo Falk båret af to personer som ikke med sikkerhed kan adskilles. Den anden, mindre kendt, måske en farbror, må være død senest 1338, i hvilket år hans enke forekommerer. Falk'ene førte et slægtsvåben med et tredelt skjold; delingen er et gaffelsnit (et Y), og farverne er sølv (øverst), guld og blåt, på hjelmen et blåt hjelmklæde med en grå falk eller krage. Historikeren og arkivaren Anders Thiset skrev at der var flere (4) forskellige adelsmænd i det 14. århundrede hvem bar samme navn.
I 1325 nævnes en Bo Falk blandt kongens forlovere, da Ludvig Albertsen Eberstein, på dette tidspunkt i oprør mod kong Christoffer II, overgav borgen Hammershus, og var den samme, som 1329 med Eskild Krage på kongens befaling fangede biskop Tyge (-før 1345) af Børglum, hvorfor de to hovedmænd for den uret der var overgået bispen (ved hans fængsling) bandlystes og senere udelukkedes fra det mellem bispen og Grev Gerhard 1337 sluttede forlig.
Den anden Bo Falk har nærmest hørt til Grev Gerhards tilhængere, da han nævnes på dennes side 1332 i forliget i Kiel med kong Christoffer II og Grev Johan af Holsten, mens Eskil Krage anføres blandt kongens mænd. Denne Bo Falk forekommer i årene 1333-34 et par gange i prins Otto Christoffersens omgivelser, den ene gang i 1334 i Sakskøbing da denne beseglede aftalen om prinsens løsladelse med grev Johann I af Henneberg-Schleusingen. 1338 var han i alt fald død, thi da nævnes hans enke, Gertrud Jensdatter.
Det bliver således den første Bo Falk, som forekommer derefter, og som bestandig optræder som en trofast tilhænger af kongehuset og Valdemar Atterdag. Han er i august 1343 med sin broder Peder forlover ved fredsslutningen med kong Magnus af Sverige i Helsingborg som skulle sikre kongen ryggen i sin kamp mod de holstenske grever, og var en af de 24 mænd, blandt hvilke udsendinge skulde vælges til det berammede møde med kong Magnus' udsendinge. Alligevel, samme år fanges han af holstenerne i det uheldige sammenstød ved Fladså Mølle. Fangenskabet blev dog kun af kort varighed, thi året efter beseglede han forliget i Sønderborg med de holstenske grever. 1346 var han endnu kun væbner, men 1350 var han ridder. Han var en af de få mænd nævnt personligt blandt 30 riddere og svende, som kong Valdemar Atterdag havde med sig i Bautzen på mødet i februar 1350 med kajser Karl IV. De andre var Benedict Ahlefeldt, Niels Bugge, Niels Eriksøn (Saltensee) af Linde til Hørsholm og Henning Podebusk. Falk var også nærværende med flere rigsråder i Lübeck og medbeseglede forbundet mellem kong Valdemar med de mecklenburgske hertuger og han var også til stede da Roskilde-bispen Henrik Gertsen den 21. november 1350 overlod kong Valdemar Københavns Slot og by sammen med sit gods i Serridslev og en mølle for resten af sin (bispens) levetid. Da kong Valdemar 1352 forlod riget, var Bo Falk det fornemste verdslige medlem i det da indsatte regeringsråd som under kong Valdemars fraværelse i Tyskland på kongens vegne udskrev skat. I 1356 nævnes han som anfører for en del i Sjælland samlede krigsfolk, og blev samme år fanget på en sendefærd til Sverige. 1360 deltog han i danehoffet i Kalundborg og senere samme år nævnes han blandt de voldgiftsmænd der skulle skille trætten mellem kong Valdemar og kong Magnus af Sverige.
Bo Falk ejede Vallø, som han arvede efter faderen Eskild Krage, og var gift med Cecilie Eriksen Gyldenstierne, datter af marsken Erik Nielsen Gyldenstierne og Cecilie Pedersdatter Vendelbo, dvs. datterdatter af marsken Peder Vendelbo. Deres søn, Eskild Falk (-1387) til Vallø, blev gift med Christine Evertsdatter Moltke (- efter 1389), datter til Evert Moltke (-før 1367) og Ellene Olufsdatter Lunge (-efter 1383) til Bjernede.
Historikeren Erik Arup var af den overbevist opfattelse, at hovedstykket i den Yngre sjællandske Krønike var forfattet af Bo Falk.

## Eksterne kilder og henvisninger
- Tekst efter Anders Thiset i Dansk Biografisk Leksikon på Projekt Runeberg.

- Bruun, Henry: Bo Falk, i Dansk Biografisk Leksikon, fra: https://biografiskleksikon.lex.dk/Bo_Falk
- Christiansen, Tage E., Bo Falk eller Mogens Jensen? Yngre  Sjællandske Krønikes Forfatter, Historisk Tidsskrift, Bind 14. række, 5 (1984): https://tidsskrift.dk/historisktidsskrift/article/view/52616/69685